# Middlesex (Vermont)
Middlesex è una città degli Stati Uniti d'America, nella contea di Washington (Stato del Vermont). La popolazione era di 1.731 abitanti nel censimento del 2010.